# Каньон (фильм)
«Каньон» (англ. The Canyon) — триллер,  снятый по сценарию Стива Аллрича и режиссёра Ричарда Харраха,  вышедший на экраны 23 октября 2009 года.

## Сюжет
История молодой пары, которая во время своего медового месяца решает спуститься на муле с гидом в Гранд-каньон. Но все пошло не так, как они планировали. Главные герои вскоре заблудились и были вынуждены выживать в непривычных для себя  условиях. Их проводник погиб в вечер воскресенья. А жена главного героя, после того как ампутировала ему сломанную ногу, убила его, так как была уверена, что они умрут. Но, не успела она его задушить, как вдруг появляется вертолет со спасателями.

## В ролях
| Актёр            | Роль            |
| ---------------- | --------------- |
| Эион Бейли       | Ник Конвей      |
| Ивонн Страховски | Лори Конвей     |
| Уилл Пэттон      | Генри           |
| Уэнди Уортингтон | Менеджер мотеля |

## Места съемок
Каньон Антилопы, штат Юта, США;
Моава, штат Юта, США;
Уильямс, Аризона, США